# Reggie Torian
Reggie Torian, född den 22 april 1975, är en amerikansk före detta friidrottare som tävlade i häcklöpning.
Torian deltog vid VM 1997 på 110 meter häck men blev utslagen redan i kvartsfinalen. Vid inomhus-VM 1999 i Maebashi blev han silvermedaljör på 60 meter häck, endast slagen av Colin Jackson.

## Personliga rekord
- 60 meter häck - 7,38
- 110 meter häck - 13,03